# بلفية البادية
بلفية البادية (باللاتينية: Bellevalia stepporum) نوع نباتي يتبع جنس البلفية من الفصيلة الهليونية.

## البيئة والانتشار
موطنها بلاد الشام.